# Zuidlaren-Hoogezand
Zuidlaren-Hoogezand is een voormalig interprovinciaal waterschap in de provincies Drenthe en Groningen.
Het schap lag te weerszijden van de Dorpsstraat van Zuidlaarderveen, grotendeels ten zuiden van de N962. De molen stond aan de weg het Moleneind en sloeg uit op een watergang die in verbinding stond met de Oostermoersevaart. De huidige beheerder van het gebied is het waterschap Hunze en Aa's.
In 1954 ging het Drentse deel op in de Oostermoerse Vaart. Het Groninger deel leidde een sluimerend bestaan, tot in 1962 hier Vossenburg de taken overnam. Waterstaatkundig gezien ligt het gebied sinds 2000 binnen dat van het waterschap Hunze en Aa's.